# 1273
سنة 1273 كانت سنة بسيطة تبدأ يوم الأحد (الرابط يظهر نموذج التقويم الكامل للسنة) من التقويم اليولياني.

## أحداث
- تولي ثاني ملوك الدولة النصرية في الأندلس أبو عبد الله محمد الثاني حكم غرناطة.

## مواليد
- أبو الفداء مؤرخ جغرافي
- يولاندا من أراغون

## وفيات
- جلال الدين الرومي